# Dukuhlo (Bulakamba)
Dukuhlo is een bestuurslaag in het regentschap Brebes van de provincie Midden-Java, Indonesië. Dukuhlo telt 6352 inwoners (volkstelling 2010).